# Placobdella costata
Der Schildkrötenegel Placobdella costata ist eine Art aus der Unterklasse der Egel (Hirudinea). Als einziger Vertreter der Gattung Placobdella kommt er auch in europäischen Gewässern vor.

## Merkmale
Die Art erreicht eine Länge von 2 bis 7 Zentimetern. Der Rücken weist eine blaugrüne bis dunkelbraune Färbung auf sowie einen hellen, durch dunkle Flecken unterbrochenen Mittelstreifen. Der Rand der Körperseiten ist hell und dunkel gefleckt. Placobdella costata besitzt scheinbar nur ein Augenpaar, die vorderen beiden Augen sind jedoch miteinander verschmolzen und an das hintere Augenpaar angerückt.

## Vorkommen und Lebensweise
Die Placobdella-Arten sind in Nordamerika heimisch, Placobdella costata bildet die einzige Ausnahme. Die Art kommt im Mittelmeerraum und um das Schwarze Meer häufig vor. In Mitteleuropa ist sie dagegen nur punktuell anzutreffen, Ihr Verbreitungsgebiet reicht in Deutschland allerdings bis in die Umgebung von Berlin. An der Elbe bei Dessau gibt es einige kleinere Konzentrationen. In Gewässern entlang der Ostsee in Polen, namentlich der Masurischen Seenplatte sowie in den Baltischen Staaten ist die Art relativ häufig.
Lebensraum von Placobdella costata sind die pflanzenreichen Uferbereiche in stehenden Gewässern.  Placobdella costata saugt Blut an Sumpfschildkröten, insbesondere wurde er an der Europäischen Sumpfschildkröte (Emys orbicularis) gefunden. Es ist auch möglich, dass der Europäische Biber (Castor fiber) einen Ersatzwirt darstellt, da der Egel auch in Gewässern vorkommt, in denen es kaum noch Sumpfschildkröten, aber einen Bestand von Bibern gibt. Auch Wasservögel kommen als Wirte in Frage. Mitte des 19. Jahrhunderts wurde berichtet, dass diese Egel auf der Krim, wo sie häufig gefunden wurden, wie der Blutegel (Hirudo medicinalis) medizinisch bei Menschen genutzt wurden. Versuche des Erstbeschreibers Fritz Müller, die Egel bei sich selbst anzusetzen, führten jedoch zu keinem Erfolg. Müller konnte bei diesem Rüsselegel auch keinen mit Zähnchen besetzten Kieferapparat entdecken, wie er beim Medizinischen Blutegel nicht nur das Saugen, sondern auch das Einritzen der Haut ermöglicht.

## Systematik
Placobdella costata ist die Typusart der Gattung Placobdella. Diese Gattung wurde von Hansjochen Autrum 1936 als Untergattung in die Gattung Haementeria gestellt, Placobdella costata war daher einige Jahrzehnte unter dem Namen Haementeria costata bekannt. A. Soos richtete 1969 die Gattung Placobdella mit der Typusart Placobdella costata wieder ein. Es dauerte jedoch bis zum Ende des 20. Jahrhunderts, bis sich der Vorschlag in der Systematik allgemein durchsetzte.
Der Egel wurde 1846 von Fritz Müller erstmals beschrieben und Clepsine costata genannt. Die Erstbeschreibung erschien auf Deutsch im Archiv für Naturgeschichte.

## Belege